# Savanur
Savanur là một thị xã của quận Haveri thuộc bang Karnataka, Ấn Độ.

## Địa lý
Savanur có vị trí 14°58′B 75°21′Đ / 14,97°B 75,35°Đ Nó có độ cao trung bình là 574 mét (1883 feet).

## Nhân khẩu
Theo điều tra dân số năm 2001 của Ấn Độ, Savanur có dân số 35.561 người. Phái nam chiếm 52% tổng số dân và phái nữ chiếm 48%. Savanur có tỷ lệ 49% biết đọc biết viết, thấp hơn tỷ lệ trung bình toàn quốc là 59,5%: tỷ lệ cho phái nam là 54%, và tỷ lệ cho phái nữ là 43%. Tại Savanur, 16% dân số nhỏ hơn 6 tuổi.